# Архимандрит Бенедикт (Јовановић)
Бенедикт Јовановић (Сјеница, 4. мај 1955) православни је архимандрит и старешина Манастира Михољске Превлаке.

## Биографија
Архимандрит Бенедикт (Јовановић) рођен је 4. маја 1955. године у Сјеници, где је завршио и гимназију 1975. године. Математички факултет Универзитета у Београду завршио је 1981. године. Замонашио се 1996. године. Рукоположен у чин јерођакона и јеромонаха децембра 1997. године. 
Од 1997. до 2009. године био игуман Манастира Подмаине у Будви. Игуман Манастира Михољске Превлаке постаје 3. фебруара 2009. године. Одликован је звањем архимандрита 2010. године од стране архиепископа цетињског митрополита црногорско-приморског др Амфилохија Радовића 2010. године.